# Jason Leonard
Jason Leonard (Barking y Dagenham, 14 de agosto de 1968) es un exjugador británico de rugby que se desempeñaba como pilar. Desde 2014 es miembro del Salón de la Fama de la World Rugby.

## Selección nacional
Debutó con el XV de la Rosa en 1990 y se retiró de ella en 2004. En total jugó 114 partidos y marcó un try (5 puntos).

### Participaciones en Copas del Mundo
| Mundial                       | Sede       | Resultado        | PJ | Tries |
| ----------------------------- | ---------- | ---------------- | -- | ----- |
| Copa Mundial de Rugby de 1991 | Inglaterra | Subcampeón       | 6  | 0     |
| Copa Mundial de Rugby de 1995 | Sudáfrica  | Cuarto puesto    | 5  | 0     |
| Copa Mundial de Rugby de 1999 | Gales      | Cuartos de final | 4  | 0     |
| Copa Mundial de Rugby de 2003 | Australia  | Campeón          | 7  | 0     |

## British and Irish Lions
Fue convocado a los Lions para las giras a Nueva Zelanda 1993, Sudáfrica 1997 y Australia 2001.

## Palmarés

### Torneos nacionales
| Torneo          | Equipo        | País         | Año     |
| --------------- | ------------- | ------------ | ------- |
| Anglo-Welsh Cup | Harlequins FC | Gran Bretaña | 1990-91 |

### Torneos internacionales
| Torneo                       | Equipo        | Año     |
| ---------------------------- | ------------- | ------- |
| Torneo de las Cinco Naciones | Inglaterra    | 1991    |
| Torneo de las Cinco Naciones | Inglaterra    | 1992    |
| Torneo de las Cinco Naciones | Inglaterra    | 1995    |
| Torneo de las Cinco Naciones | Inglaterra    | 1996    |
| Torneo de las Seis Naciones  | Inglaterra    | 2000    |
| Torneo de las Seis Naciones  | Inglaterra    | 2001    |
| Copa Desafío                 | Harlequins FC | 2000-01 |
| Torneo de las Seis Naciones  | Inglaterra    | 2003    |
| Copa Desafío                 | Harlequins FC | 2003-04 |